# Orlando Sirola
Orlando Sirola (Fiume, 30 de abril de 1928 - 13 de novembro de 1995) foi um tenista profissional italiano. Foi campeão de um Aberto da França em duplas. 

## Grand Slam finais

### Duplas (1 título, 2 vices)
| Resultado | Ano  | Campeonato              | Parceiro           | Oponentes                | Placar             |
| --------- | ---- | ----------------------- | ------------------ | ------------------------ | ------------------ |
| Vice      | 1955 | French Championships    | Nicola Pietrangeli | Vic Seixas Tony Trabert  | 1–6, 6–4, 2–6, 4–6 |
| Vice      | 1956 | Wimbledon Championships | Nicola Pietrangeli | Lew Hoad Ken Rosewall    | 5–7, 2–6, 1–6      |
| Campeão   | 1959 | French Championships    | Nicola Pietrangeli | Roy Emerson Neale Fraser | 6–3, 6–2, 14–12    |